# Adam Kraft

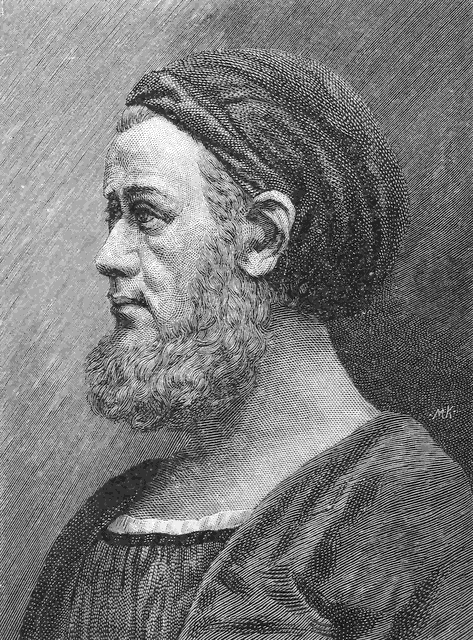
Adam Kraft

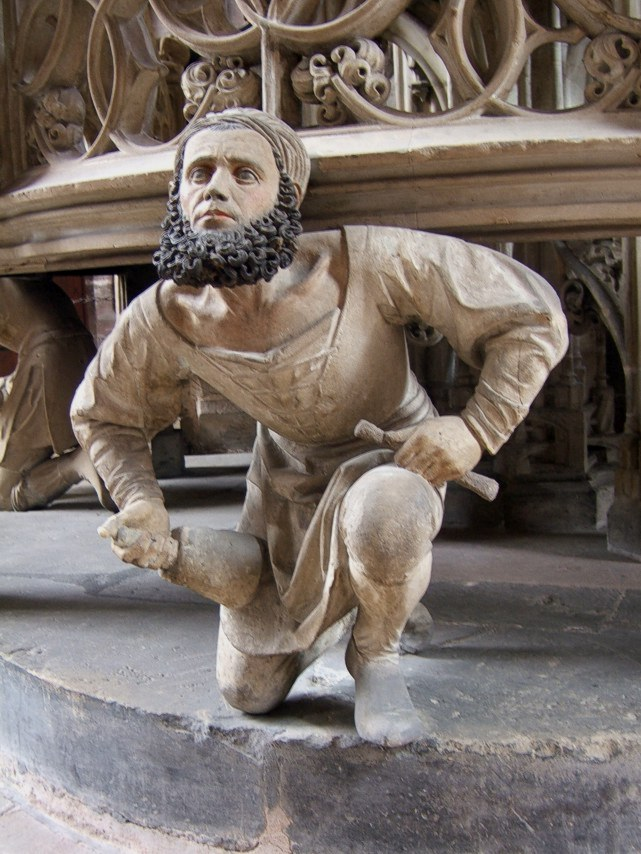
Autorretrato de Adam Kraft en una escultura de iglesia de Lorenzkirche.

Adam Kraft (Núremberg, 1455 - Schwabach, 1509) fue un escultor y arquitecto alemán perteneciente a la fecunda generación de artistas que dieron a conocer el nombre de esa ciudad más allá de las fronteras del país. Contemporáneo de Durero y amigo de Peter Vischer, se formó seguramente en Núremberg, Ulm y Estrasburgo. 
Sus obras están concentradas en la zona de Núremberg, encontrándose parte in situ: iglesias y fachadas de casas, y en parte en el Museo Germánico de dicha ciudad. Su obra principal es el tabernáculo de la iglesia de S. Lorenzo, en piedra y de 12 m de altura. En su taller recibía encargos de los señores y comerciantes de Núremberg o del propio municipio, principalmente trabajos de piedra labrada, balaustradas con relieves de escudos nobiliarios, lápidas y epitafios, pero también algunas Vírgenes y estaciones de Vía Crucis. Como arquitecto construyó el pequeño coro de S. Miguel encima del portal de la Frauenkirche (1506-08), adornándolo con trabajos de piedra labrada.
El arte de Núremberg hacia 1500 tiene un marcado sello burgués. El final del gótico y los comienzos del Renacimiento, el sentido de la trascendencia y el de la autoconsciencia se funden en un estilo propio. Kraft sólo trabajó la piedra, su lenguaje de formas es claro, sólido y asequible. El tabernáculo de 1493-96 tiene una especial significación. Está adornado con innumerables figuras y escenas que llegan hasta lo más alto, haciéndose imposible abarcarlo todo con una sola mirada. Tanto por su tamaño como por su configuración artística es una obra única. En la parte norte de Alemania —aunque no en Franconia— ya se conocían pequeños sagrarios de piedra, cuando el concejal Hans Imhoff el Viejo encargó a Kraft que hiciese uno de este estilo. Los tres años de trabajo, que conocemos por el contrato y por la inscripción, es posible que no abarquen la terminación real de la obra. El sagrario está unido arquitectónicamente al pilar izquierdo del coro construido en 1439-77 junto a la basílica, por el cual asciende en forma de planta con una ornamentación de tipo vegetal. Toda la construcción presenta una mezcla de arquitectura y objeto de culto. Está constituido en varios pisos, sostenido por las figuras, postradas de hinojos, del propio maestro y de dos de sus discípulos. El piso inferior es una galería desde donde parten algunos escalones al Sagrario que contiene el Santísimo. Las consolas y esquinas del tabernáculo están adornados con figuras. Por encima comienza la torre que así mismo está dividida en diversas zonas adornadas con figuras. La zona siguiente contiene tres relieves que se ordenan alrededor del núcleo, provistos de agujas y gran ornamentación (la Cena, la Oración en el huerto de los Olivos y la Despedida de las santas mujeres). En la zona que está por encima queda al descubierto el núcleo arquitectónico propiamente dicho. Bajo un baldaquino de tres partes se hallan representadas las escenas de Cristo ante Pilatos, Pilatos lavándose las manos y el Ecce Homo, rodeado de ángeles con los instrumentos del tormento y de reyes del A T. en las columnas. Sigue luego el grupo de la Crucifixión en la parte alta que se va haciendo cada vez más afilada. Por encima y como talla única, la figura del resucitado, antes de que la punta se enrosque como el báculo de un obispo.
Entre las primeras obras de Kraft se encuentra un tríptico de la Pasión de Cristo (1490-92) hecho para la familia Schreyer en el coro de la iglesia de S. Sebaldo. Esta composición en relieve está hecha en forma de pintura y sin cesura entre la zona principal y las complementarias. Una de sus obras más originales es el relieve en la antigua Casa de Pesas de la ciudad de Núremberg, que se encuentra hoy -ya que la casa fue derruida- en el Museo Germánico. Se compenetran aquí lo simbólico y la realidad puesta de relieve en la misma balanza y en los diversos escudos que se exponen. El maestro pesador se encuentra en el medio, consciente de su responsabilidad, con la mirada perdida, es decir, sin consideración de la persona. A la izquierda se comprueba el peso por parte de un oficial, en tanto que a la derecha un comerciante con gesto malhumorado saca dinero de la bolsa. Esta representación, relieve y ornamento a un mismo tiempo, va en su simbolismo más allá de lo que realmente significan las figuras, llevando al que lo contempla al terreno de lo divino y lo eterno: el Tribunal divino que en otros casos es representado por S. Miguel con estos mismos atributos. En esta ocasión, sin embargo, el comercio cristiano de la ciudad es elevado a símbolo de valor general.